# 偉人・素顔の履歴書
『偉人・素顔の履歴書』（いじん・すがおのりれきしょ）は、BS11で2021年10月9日から2023年4月1日まで放送されていた日本の教養番組。

## 概要
戦国武将や幕末の志士など、毎回1人の偉人を取り上げる。教科書に記された歴史的事実だけでなく、幼少期のエピソードやこぼれ話、最新の研究成果といった多角的な視点で偉人の魅力や素顔を浮かび上がらせ、人生哲学に迫る。
2021年5月にスペシャル番組として放送され、2021年10月よりレギュラー番組となった。
BS11公式YouTubeチャンネルにて、番組収録後のアフタートーク『偉人・こぼれ噺』が毎週火曜日に配信されている。
本番組終了後、同局で『偉人・敗北からの教訓』が2023年6月3日から放送されている。

## 出演者

### 解説
- 加来耕三（歴史家・作家）

### MC
- 中西悠理（フリーアナウンサー）

### ナレーター
- 槇大輔

## 放送リスト
（この節の主な出典）

### 2021年（スペシャル番組）
| 回     | 放送日  | サブタイトル             | 備考 |
| ------ | ------- | ------------------------ | ---- |
| 第一夜 | 5月15日 | 戦国の風雲児・織田信長編 |      |
| 第二夜 | 5月16日 | 忠実なる逆臣・明智光秀編 |      |

### 2021年（レギュラー放送）
| 回     | 放送日   | サブタイトル                             | 備考 |
| ------ | -------- | ---------------------------------------- | ---- |
| 第1回  | 10月9日  | 戦国の風雲児・織田信長編                 |      |
| 第2回  | 10月16日 | 天下の謀叛人・明智光秀編                 |      |
| 第3回  | 10月23日 | 戦国最強武将・武田信玄編                 |      |
| 第4回  | 10月30日 | 奥州の独眼竜・伊達政宗編                 |      |
| 第5回  | 11月13日 | 幕末を駆け抜けたヒーロー・坂本龍馬編     |      |
| 第6回  | 11月20日 | 新撰組 鬼の副長・土方歳三編              |      |
| 第7回  | 11月27日 | 加賀百万石の祖・前田利家編               |      |
| 第8回  | 12月4日  | 忠義の厚き肥後の猛将・加藤清正編         |      |
| 第9回  | 12月11日 | 『忠臣蔵』の主人公・大石内蔵助編         |      |
| 第10回 | 12月18日 | 薩摩が生んだ明治維新の立役者・西郷隆盛編 |      |
| 第11回 | 12月25日 | 豊臣政権の名奉行・石田三成編             |      |

### 2022年
| 回     | 放送日  | サブタイトル                                               | 備考     |
| ------ | ------- | ---------------------------------------------------------- | -------- |
| 第12回 | 1月8日  | 憎まれず好かれる出世術・豊臣秀吉編                         |          |
| 第13回 | 1月15日 | 鎌倉幕府の尼将軍・北条政子編                               |          |
| 第14回 | 1月22日 | 鎌倉政権の謎めいたナンバー2・北条義時編                    |          |
| 第15回 | 1月29日 | 家康が恐れた日本一の兵・真田信繁編                         |          |
| 第16回 | 2月5日  | 秀吉の天下獲りを支えた名軍師・黒田官兵衛編                 |          |
| 第17回 | 2月12日 | 中国地方の知将・毛利元就編                                 |          |
| 第18回 | 2月19日 | 幕末の最強交渉人・勝海舟編                                 |          |
| 第19回 | 2月26日 | 主君を7度も変えて出世した戦国武将・藤堂高虎編              |          |
| 第20回 | 3月5日  | 戦国大名の先駆け・北条早雲編                               |          |
| 第21回 | 3月12日 | 義に生きた西国無双・立花宗茂編                             |          |
| 第22回 | 3月19日 | 無敗を誇った孤高の二刀流・宮本武蔵編                       |          |
| SP     | 3月26日 | 歴史を変えた大失敗                                         | [ 注 1 ] |
| 第23回 | 4月2日  | 天下一の茶人・千利休編                                     |          |
| 第24回 | 4月9日  | 明治維新の原動力となった、類まれな教育者・吉田松陰編       |          |
| 第25回 | 4月16日 | 国難に立ち向かった大老・井伊直弼編                         |          |
| 第26回 | 4月23日 | 九州最強の武将・島津義弘編                                 |          |
| 第27回 | 4月30日 | 世界を魅了した天才絵師・葛飾北斎編                         |          |
| 第28回 | 5月7日  | 平安仏教のカリスマ・空海編                                 |          |
| 第29回 | 5月14日 | 織田家に生涯尽くした鬼家老・柴田勝家編                     |          |
| 第30回 | 5月21日 | 明治維新 三傑の一人・木戸孝允編                            |          |
| 第31回 | 5月28日 | 武家政権を開いた鎌倉殿・源頼朝編                           |          |
| 第32回 | 6月4日  | 源平合戦のヒーロー・源義経編                               |          |
| 第33回 | 6月11日 | 安寧の世を夢見た犬公方・徳川綱吉編                         |          |
| 第34回 | 6月18日 | 九州一のキリシタン大名・大友宗麟編                         |          |
| SP     | 6月25日 | 徳川三代 ～家康・秀忠・家光のリーダー像～                  | [ 注 2 ] |
| 第35回 | 7月2日  | 日本初の武家政権を樹立した武将・平清盛編                   |          |
| 第36回 | 7月9日  | 源平合戦の悲運の英雄・木曾義仲編                           |          |
| 第37回 | 7月16日 | 義のために戦った軍神・上杉謙信編                           |          |
| 第38回 | 7月23日 | 越後の上杉家を支え続けた不屈のナンバー2・直江兼続編        |          |
| 第39回 | 7月30日 | 鎌倉幕府の初代執権・北条時政編                             |          |
| 第40回 | 8月6日  | 天下人・織田信長の父、織田信秀編                           |          |
| 第41回 | 8月13日 | 美濃の国盗りを成し遂げた武将・斎藤道三編                   |          |
| 第42回 | 8月20日 | 「海道一の弓取り」の異名を持つ武将・今川義元編             |          |
| 第43回 | 8月27日 | 義理の兄・信長に牙をむいた近江義将 浅井長政編              |          |
| 第44回 | 9月3日  | 天下一のかぶき者・前田慶次編                               |          |
| 第45回 | 9月10日 | 将軍家光を育て上げたお局様・春日局編                       |          |
| 第46回 | 9月24日 | 日本近代資本主義の父・渋沢栄一編                           |          |
| SP     | 10月1日 | 時代劇ヒーローたちの実像（徳川光圀・遠山景元・長谷川平蔵） | [ 注 3 ] |